# Опочно
Опо́чно (пол. Opoczno [ɔˈpɔt͡ʂnɔ]) — город в Польше, входит в Лодзинское воеводство, Опочненский повят. Имеет статус городско-сельской гмины. Занимает площадь 23,91 км². Население — 22 613 человек (на 2004 год), к 2015 году, в городе проживало 21 901 человек.

## Еврейская община
Во время нацистской оккупации в Опочно было организовано гетто. В октябре 1942 года его узники были депортированы в Треблинку, где и погибли. 25 октября 2012 была поставлена мемориальная дощечка в память погибшим. Дощечка была осквернена 16 ноября 2012 неизвестными антисемитами.

## Города-побратимы
- Опочно, Чехия

## Известные уроженцы
- Пежиньский, Влодзимеж (1877—1930) — польский писатель, драматург, поэт-модернист.

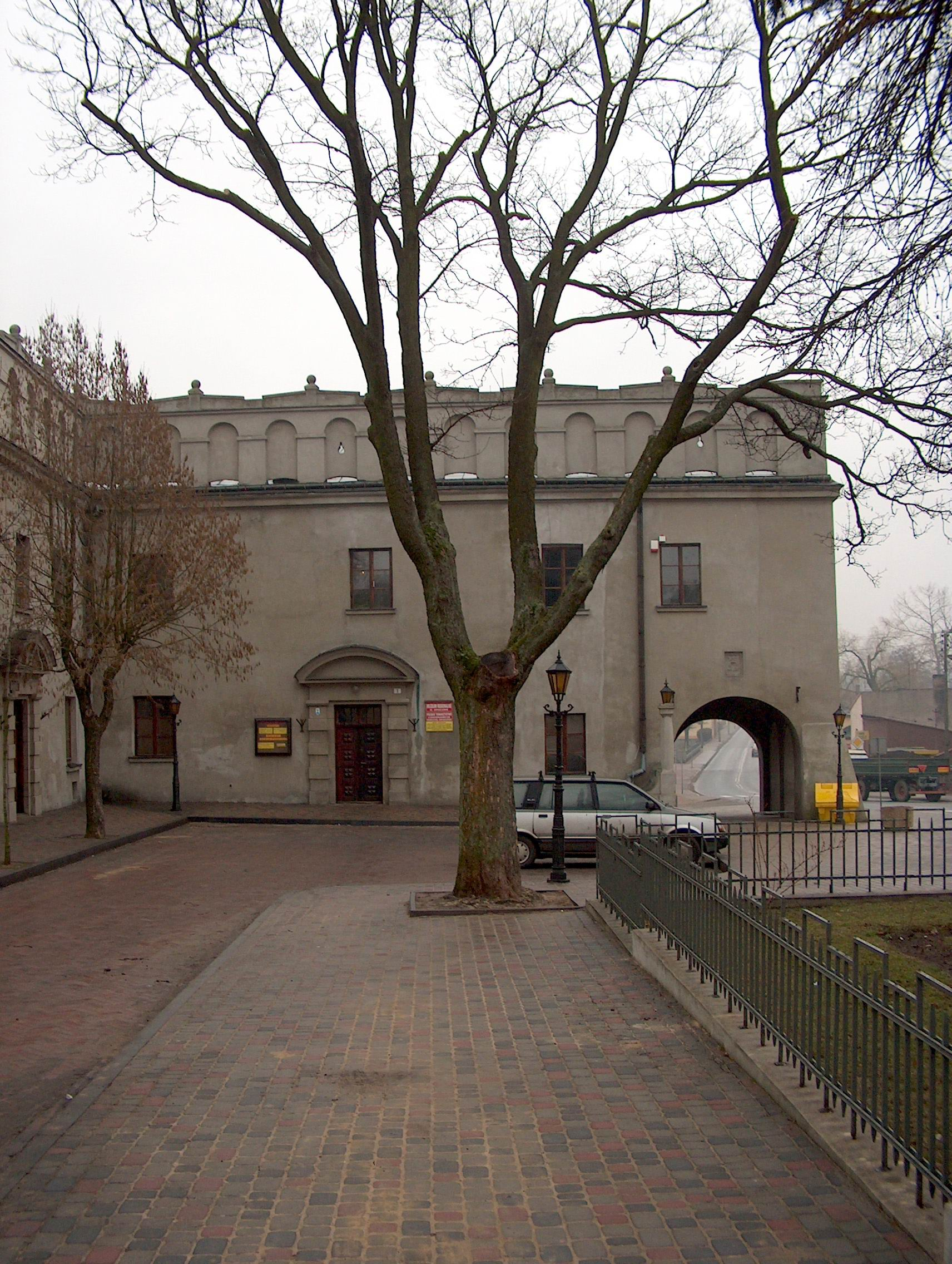
Опочно